# バージンロード

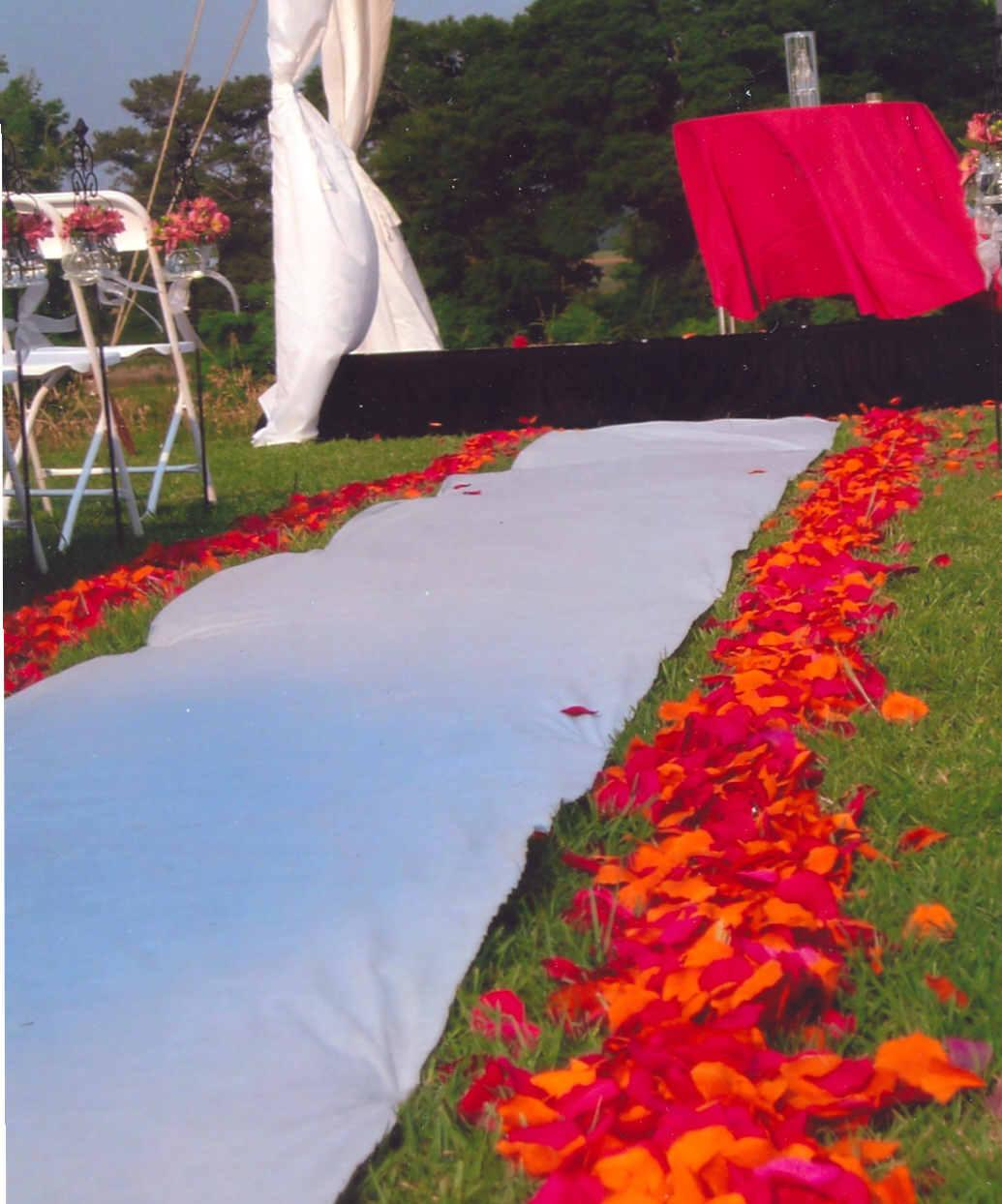
屋外のバージンロード - 米国

バージンロード、ヴァージンロードは、キリスト教式の結婚式において、結婚式場の入り口から祭壇に至る通路およびそこに敷かれる布を指す、日本の結婚式場業界が名付けた和製英語である。英語では結婚式場の通路であることを明確にする場合はwedding aisleを使用する。ただし教会建築で単にaisleといった場合は側廊のこととなる。

## 概要
プロテスタントの教会では白い布が敷かれることが多く、カトリック教会では赤い布が敷かれる場合が多い。教会で行われる結婚式において用いられる場合は、新婦とその父親がこの布の上を歩いて入場する。また式場・ホテルに併設の結婚式専用チャペルでは、通路に敷かれた青の絨毯、また通路そのものを指すこともある。バージンロードとは、今まで歩んできた道とも言われている。家族と歩んできた道を結婚式の当日に父と進み、その先に新郎が待っている、そして新郎と未来への道に進む。ライスシャワーやブーケトスと組み合わせた演出も行われる。
バージンロードは新郎・新婦、また立会人や両親が歩くことを許され、参列者は壁に沿って入場することがマナーであるとされる。欧米では教会、レストランまた画像のような屋外で「ウエディングアイルランナー（wedding aisle runner）」を敷く演出が行われている。